# Gaden (Waging am See)
Gaden ist ein Gemeindeteil des Marktes Waging am See im Landkreis Traunstein in Oberbayern.

## Geschichte
Gaden gehörte bis 1803 zum Fürstbistum Salzburg und dessen Gericht Tetelheim (Tettelham). Die Ortskirche St. Rupertus ist im Kern ein romanischer Zentralbau aus dem 12. Jahrhundert. Die barocke Turmhaube mit ihrer Mehrfachzwiebel wurde der Kirche um 1760/65 aufgesetzt. Mit dem Rupertiwinkel kam Gaden 1805/1816 zu Bayern. Mit dem bayerischen Gemeindeedikt von 1818 wurde dann die Landgemeinde Gaden gegründet, die die Orte Angerpoint, Bretterleiten, Buchwinkel, Egg, Fisching, Füging, Gastag, Gepping, Gessenberg, Graben, Haimberg, Haslach, Hausleiten, Höllhaslach, Holzleiten, Kammering, Krautenberg, Mittermühle, Mühlberg, Schuster, Seeleiten, Steppach, Sterfling, Weidach, Wildenhofen und Wolfsberg umfasste. Die politische Gemeinde Gaden wurde am 1. Januar 1970 nach Waging am See eingemeindet.

## Baudenkmäler und Bodendenkmäler
- Liste der Baudenkmäler in Gaden
- Liste der Bodendenkmäler in Waging am See